# Kill 'Em All
Kill 'Em All debitantski je studijski album američkog heavy metal sastava Metallica. Izdan 25. srpnja 1983. godine, pod izdavačkom kućom Megaforce Records, album je postigao velik uspjeh među thrash metal publikom, prodavši se u 3 milijuna kopija do danas, te tri puta osvojivši platinum certifikat. 

## Stvaranje albuma
Prva postava Metallice sastojala se od ritam gitarista i vokala Jamesa Hetfielda, gitarista Davea Mustainea, basista Rona McGovneya i bubnjara Larsa Ulricha. Zbog sukoba s Mustaineom, McGovney je napustio sastav i umjesto njega je doveden Cliff Burton iz sastava Trauma. Uskoro je, mjesec dana prije snimanja albuma, otišao i Dave Mustaine, kojeg su James i Lars otjerali zbog agresivnog ponašanja prema ostalim članovima sastava te velikih problema s drogom i alkoholom. Umjesto Mustainea došao je Kirk Hammett iz Exodusa. S takvom postavom se krenulo snimati album. 
Unatoč odlasku iz sastava, Daveu Mustaineu su pripisane zasluge za pisanje četiri pjesme (The Four Horsemen, prije nazivana The Mechanix, Jump in the Fire, Phantom Lord i Metal Militia). Metallica je u počecima svirala pjesmu The Mechanix, no nakon Daveovog odlaska promijenjen je središnji dio pjesme te je izmijenjen tekst, pa se pjesma sada nazivala The Four Horsemen. Čak je i dio teksta pjesme The Four Horsemen zasluga Mustainea, koji je tu pjesmu napisao dok je bio u sastavu Panic, pa je dio tog teksta uzet i spojen s novim Hetfieldovim tekstom. Mustaine je kreirao i većinu solaža koje je kasnije Hammet svirao. Mustaine je kasnije osnovao vlastiti sastav Megadeth koji je, kao i Metallica, postigao multimilijunsku prodaju. Megadethov prvi album sadržavao je originalnu pjesmu The Mechanix, koja je postala jedan od simbola sukoba i svojevrsnog natjecanja između Metallice i Mustainea.  
Prvotno se album trebao zvati "Metal Up Your Ass", no ime je promijenjeno u "Kill 'em All". Iako je sastav kasnije tiskao i majice s imenom Metal Up Your Ass kao i s pripadajućom pozadinom, te je postojao i live koncert tog imena, ime Kill 'em All je prihvaćeno. Cliff Burton je potaknuo naziv albuma, s obzirom na to da je Metallica žustro pregovarala s Megaforce Recordsom pa je Burton odjednom rekao «why we dont just kill 'em all?»(zašto ih sad ne pobijemo sve?). 
Snimanje albuma odrađeno je od 10. do 27. svibnja u Music America studiju u Rochesteru, New York, a album je producirao Paul Curcio.

## Popis pjesama
Tekstovi: James Hetfield. 
| 1.    | »Hit the Lights«                            | Hetfield, Lars Ulrich           | 4:17 |
| 2.    | »The Four Horsemen«                         | Hetfield, Ulrich, Dave Mustaine | 7:13 |
| 3.    | »Motorbreath«                               | Hetfield                        | 3:08 |
| 4.    | »Jump in the Fire«                          | Hetfield, Ulrich, Mustaine      | 4:42 |
| 5.    | »(Anesthesia) Pulling Teeth« (instrumental) | Cliff Burton                    | 4:15 |
| 6.    | »Whiplash«                                  | Hetfield, Ulrich                | 4:10 |
| 7.    | »Phantom Lord«                              | Hetfield, Ulrich, Mustaine      | 5:02 |
| 8.    | »No Remorse«                                | Hetfield, Ulrich                | 6:26 |
| 9.    | »Seek & Destroy«                            | Hetfield, Ulrich                | 6:55 |
| 10.   | »Metal Militia«                             | Hetfield, Ulrich, Mustaine      | 5:10 |
| 51:18 |                                             |                                 |      |

## Singlovi
S albuma su službeno izdana dva singla: Jump in the Fire i Whiplash. Jump in the Fire je izdan kao singl u Ujedinjenom Kraljevstvu 1984. godine kao promocija turneje u UK s Venomom. Singl je još sadržavao i pjesme Phantom Lord i Seek and Destroy kao live izvedbe, iako su pjesme zapravo snimljene u studiju, a zvuk publike je naknadno ubačen. Whiplash je izdan u SAD-u, te je sadržavao iste pjesme kao i Jump in the Fire. 

## Reakcije na album i reizdanja
Godine 1989. Kill em' All je u konkurenciji 100 albuma imenovan 35. najboljim albumom 1980-ih, po izboru Rolling Stonea, a magazin Kerrang! ga je proglasio 29. albumom u konkurenciji 100 najboljih heavy metal albuma svih vremena. Na U.S. Billboard 200 ljestvici je dospio na 120. mjesto 27. veljače 1988, dok je u Finskoj 2007. dospio na 12 mjesto.
Album je 1988. reizdala diskografska kuća Elektra Records i tada su dodane dvije obrade: "Am I Evil" od Diamond Heada te "Blitzkrieg" od istoimenog sastava. Na iTunesu su također dodane live izvedbe "The Four Horsemen" i "Whiplash" s koncerta u Seattleu 1989.

## Osoblje
Metallica
- James Hetfield — ritam gitara, pjevač
- Lars Ulrich — bubnjevi
- Cliff Burton — bas-gitara
- Kirk Hammett — glavna gitara

Ostalo osoblje
- Jon Zazula — izvršni producent
- Paul Curcio — producent
- Chris Bubacz — inženjer
- Andy Wroblewski — pomoćni inženjer
- Bob Ludwig — Audio mastering
- George Marino — remasteriranje